# Eosalpingogaster
Eosalpingogaster là một chi ruồi trong họ Syrphidae.